# Джон Сміт (веслувальник)
Джон Сміт  (англ. John Smith, 12 січня 1990) — південноафриканський веслувальник, олімпійський чемпіон.

## Виступи на Олімпіадах
| Олімпіада           | Дисципліна                 | Місце |
| ------------------- | -------------------------- | ----- |
| Лондон 2012         | парні четвірки, легка вага | 1     |
| Ріо-де-Жайнеро 2016 | парні двійки, легка вага   | 4     |
| Токіо 2020          | четвірки                   | 10    |
| Париж 2024          | двійки                     | 9     |